# Moe (Victoria)
Moe ist eine Stadt im Latrobe Valley in der Region Gippsland im australischen Bundesstaat Victoria. Sie liegt ca. 135 km östlich von Melbourne. Laut der Volkszählung von 2016 hatte Moe 8.778 Einwohner. Die Stadt gehört zur Local Government Area Latrobe City. Ursprünglich hieß die Stadt The Mowie, später Little Moi. Vermutlich ist der Stadtname von einem Wort der Aborigines-Sprache Kurnai abgeleitet, das „Sumpfland“ bedeutete.
Moe ist Orientierungs- und Haltepunkt für Touristen auf dem Weg nach Erica, der historischen Goldgräberstadt Walhalla, der Walhalla Goldfields Railway und dem Mount Baw Baw. In Moe werden jedes Jahr die Pferderennen des Moe Cup ausgerichtet und in March, einer restaurierten historischen Gippsland-Siedlung in der Nähe des Lake Narracan, das Moe Jazz Festival. Regelmäßig finden dort auch die Endspiele im Australian Football der Gippsland Football League und der Mid Gippsland Football League statt. Das Team Gippsland Power vertritt die Region im TAC Cup (U-18-Liga des Australian Football).

## Geschichte

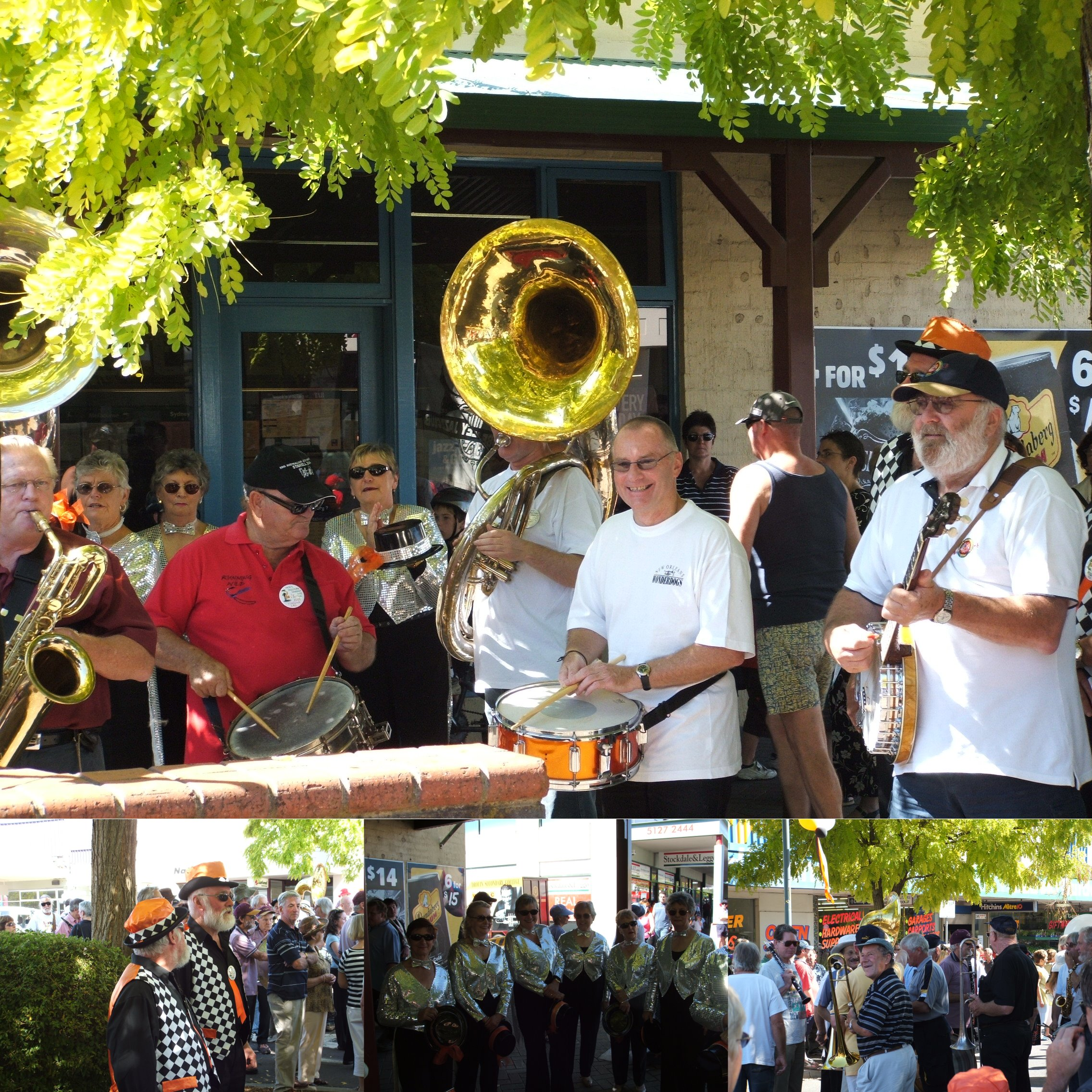
Moe Jazz Festival 2005

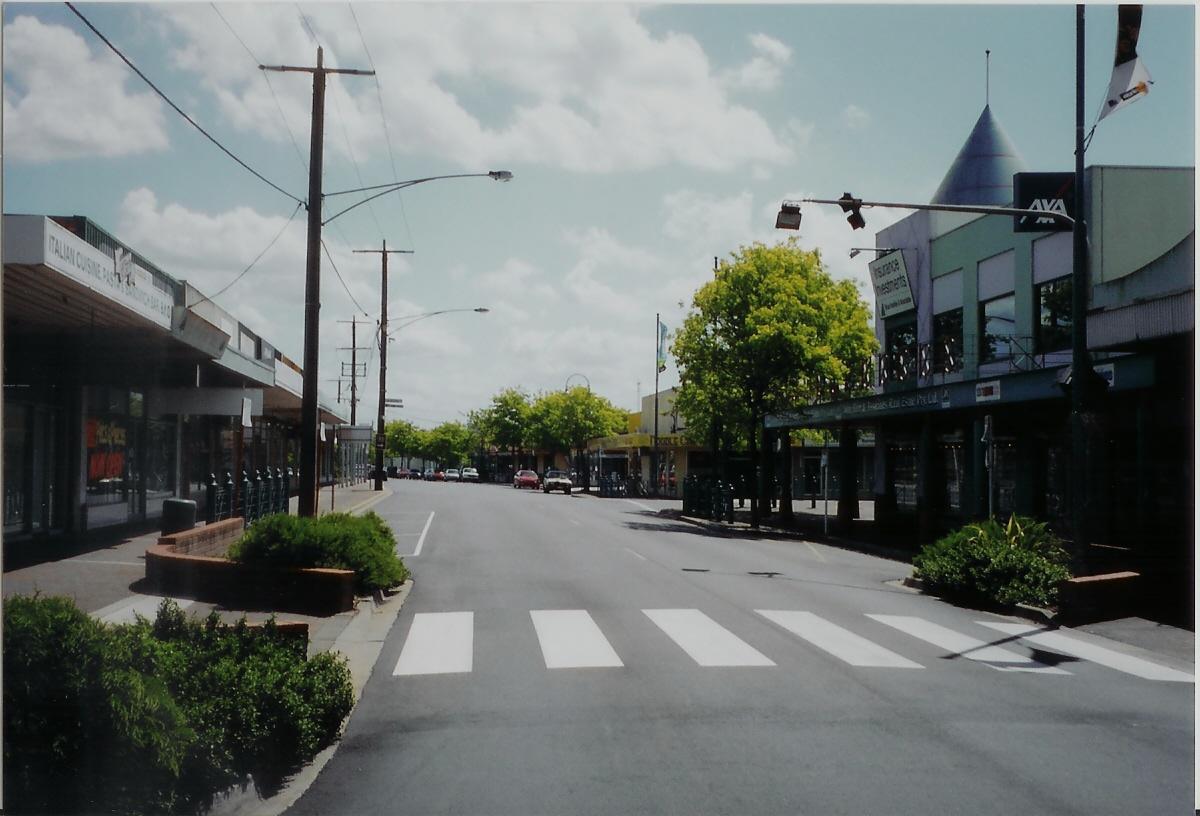
George Street in Moe

1852 wurde in Moe eine kleine Menge Gold gefunden. Eine kleine Siedlung am Narracan Creek war ein Haltepunkt auf der Reise zu den Goldfeldern von Walhalla weiter nördlich. Am 17. März 1862 wurde ein Postamt eröffnet.
Die Siedlung wurde 1879 nach der Etablierung des Shire of Narracoan urkundlich erwähnt. Ein Jahr später kam der Eisenbahnanschluss aus Richtung Morwell. 1963 wurde Moe zur Stadt erhoben.
Die örtliche Wirtschaft besteht aus Braunkohlegewinnung im Latrobe Valley und deren Verstromung. Auch ist die Gegend für seine Milchindustrie bekannt.
Die Moe High School wurde 1952 eröffnet. Später wurde die Schule mit dem Lowanna Secondary College verschmolzen und das Schulgelände wurde mit Wohnhäusern bebaut. Jason Bek, früherer Schüler der Moe High School, ist der derzeitige Rektor des Lowanna Secondary College.

## Bevölkerung
Laut Volkszählung 2016 gab es 8.778 Einwohner in Moe, davon 48,6 % männlich und 51,4 % weiblich. 2,1 % der Bevölkerung gehörten den Aborigines an und 75,3 % waren in Australien geboren. 3,2 % waren Einwanderer aus England, 1,4 % kamen aus den Niederlanden, 1,0 % aus Neuseeland und je 0,8 % aus Malta und Schottland.

## Schulen
Moe hat folgende Grundschulen:
- Moe (Albert Street) Primary School
- Moe (South Street) Primary School
- Moe (Elizabeth Street) Primary School
- St. Keiran's Primary School (katholisch)
- Barringa Special School (Förderschule)
- St. Mary’s Primary School (katholisch)
- Newborough Primary (an der Murray Road)
- Newborough East Primary

Darüber hinaus hat Moe zwei weiterführende Schulen:
- Lowanna Secondary College, ein staatliches College für die Jahrgänge 7–12 im nahegelegenen Newsborough
- Lavalla Catholic College, ein katholisches College für die Jahrgänge 7–9, ebenfalls in Newsborough

Universitäre Bildung und Weiterbildung bieten das GippsTAFE in Yallourn, Warragul, Leongatha und Morwell und die Monash University im nahegelegenen Churchill.

## Sportstätten

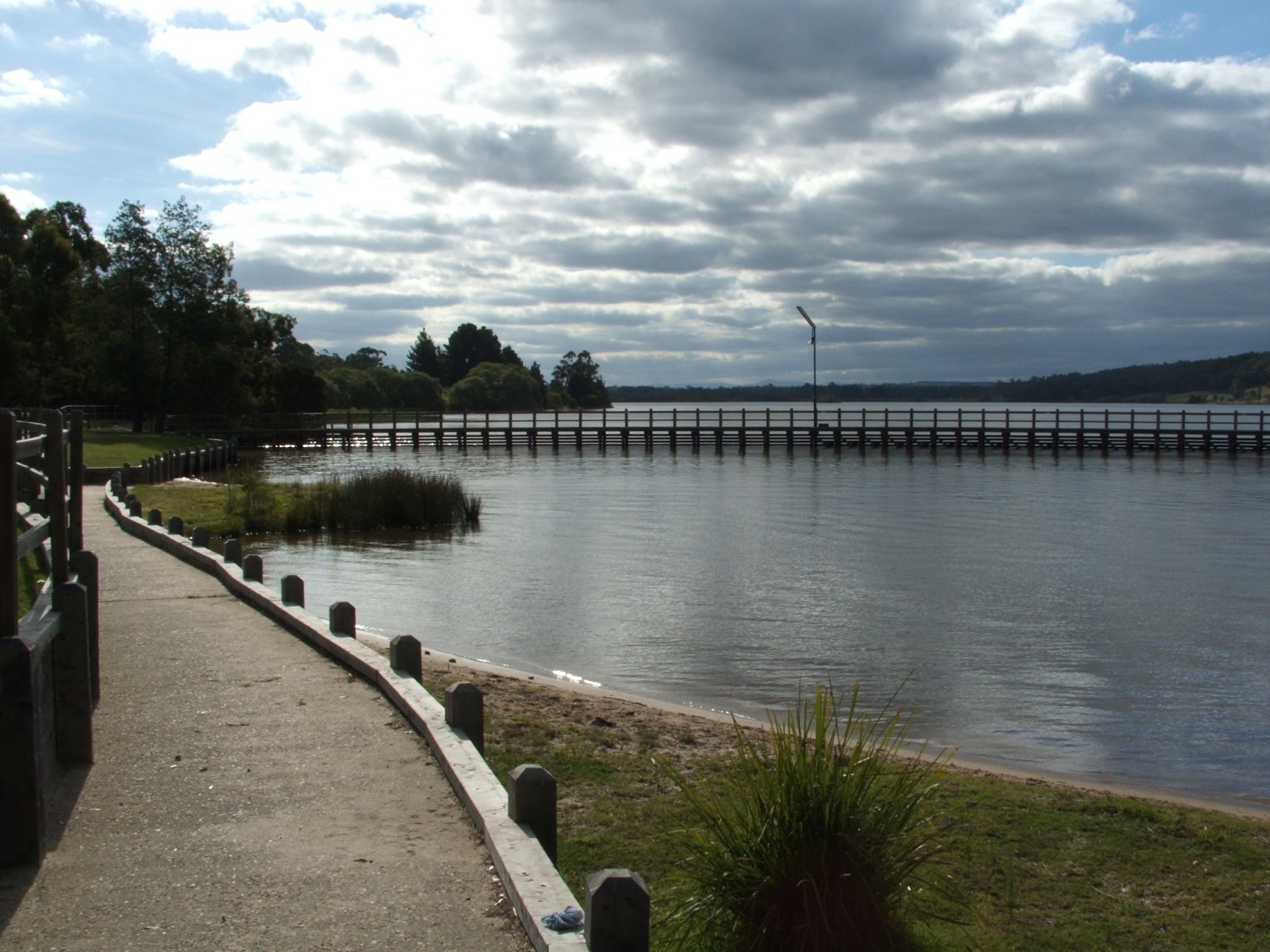
Lake Narracan

Das Freizeitzentrum verfügt über ein Hallen- und Freibad mit 25 m – und 50 m – Schwimmbecken und Saunalandschaft, sowie Einrichtungen für Leichtathletik, Badminton und verschiedene Ballsportarten.
Die Ted Summerton Reserve in der Vale Street wird für Australian Football und Cricket genutzt. Moe hat ein Australian-Football-Team, die Moe Lions, die in der Gippsland Football League spielen.
Ebenfalls in der Vale Street liegt der Olympic Park, wo Fußball gespielt wird. Der Moe United Soccer Club spielt in der Gippsland Soccer League.
Lake Narracan, der Stausee für die Kühlung des Braunkohlekraftwerks, liegt direkt nördlich anschließend an das Stadtgebiet. Er wird zunehmend für den Wassersport, z. B. Wasserskifahren, Jetskifahren und Fischen, genutzt. Es gibt dort auch einen kleinen Zeltplatz und einen Wasserskiclub.
Der Moe Golf Club liegt an der Thompsons Road in Newborough. Der Yallourn Golf Club ist auch nicht weit entfernt.
Moe besitzt auch eine Pferderennbahn, die der Moe Racing Club betreibt. Dort finden ca. 15 Veranstaltungen im Jahr statt, wie z. B. der Moe Cup im Oktober. Die Rennbahn liegt in der Waterloo Road in der Nähe des Stadtzentrums.
Ein Skigebiet steht am Mount Baw Baw zur Verfügung. Am nahegelegenen Mount St. Gwinear wird Skilanglauf betrieben.

## Verkehr
Moe liegt ca. 1 ½ Autostunden östlich von Melbourne am Princes Highway. Mit der V/Line besteht eine direkte Zugverbindung nach Melbourne, die mehrmals am Tag bedient wird.
Örtliche Busverbindungen, die von Valley Transit betrieben werden, verbinden Moe mit den Nachbarorten Morwell, Traralgon, Churchill und Yallourn North.
Der Latrobe Regional Airport in Traralgon ist von Moe aus in ca. 20 Autominuten zu erreichen.

## Medien
Die örtliche Tageszeitung ist der Latrobe Valley Express. Er wird kostenlos an alle Bewohner des Latrobe Valley ausgeliefert und hat eine Auflage von 34.128 (CAB).
In Moe können die Radioprogramme von Star FM und 3GG in Warragul empfangen werden.

## Bekannte Einwohner
- Jason Bright ist Automobilrennfahrer bei V8-Supercars-Veranstaltungen.
- Ted Hopkins spielt Australian Football bei den Carlton Blues.
- John und Peter Somerville spielen Australian Football bei den Essendon Bombers.